# Polyrhachis hungi
Polyrhachis hungi é uma espécie de formiga do gênero Polyrhachis, pertencente à subfamília Formicinae.